# Qua la zampa! (film)
Qua la zampa! è un film del 2017 diretto da Lasse Hallström. Basato sul romanzo di W. Bruce Cameron Dalla parte di Bailey (A Dog's Purpose), la storia è raccontata dal punto di vista di Bailey, un golden retriever affascinato dal rapporto fra uomo e cane che nell'arco di cinque decenni, e diverse reincarnazioni, cerca il senso della vita.
È uscito nelle sale per la Universal Pictures il 27 gennaio 2017 e ha incassato oltre $ 205 milioni in tutto il mondo.

## Trama
Nella seconda metà del Novecento e nei primi anni Duemila, un cane si reincarna per vivere numerose storie e spiegare il rapporto con i padroni, il lavoro, l’amicizia e il destino.
Negli anni 50 un cucciolo meticcio si chiede quale sia il vero scopo della sua vita. Settimane dopo, mentre gioca con i suoi fratelli, il cucciolo viene catturato dagli accalappiacani e soppresso.
Lo spirito del cane si reincarna in un cucciolo appena nato di Red Retriever nel 1961; scappando dall'allevamento in cui si trovava, viene trovato da due spazzini che lo raccolgono con l'intento di rivenderlo, per poi lasciarlo nel loro camioncino mentre vanno a bere. L'animale ha un colpo di calore ma viene notato e salvato da una madre con il figlio di otto anni, Ethan Montgomery, che decidono di portarlo a casa adottandolo con il nome di Bailey.
Ethan e Bailey legano rapidamente, con il cane che si convince che lo scopo della sua vita è il padroncino; la loro amicizia si rafforza nel corso degli anni, mentre il padre di Ethan finisce preda dell'alcolismo dopo diversi insuccessi nel lavoro. Grazie a Bailey, Ethan, ormai diventato tardo adolescente, fa la conoscenza della coetanea Hannah con cui inizia una relazione; nel frattempo, il ragazzo ottiene numerosi successi scolastici grazie al football e caccia di casa il padre dopo una sua ennesima sfuriata ubriaca ai danni suoi e della madre. Ethan riceve una borsa di studio ma, quella notte, un compagno di nome Todd getta un petardo nella sua casa per vendicarsi di un'umiliazione subita precedentemente da parte del ragazzo per averlo preso in giro per il padre alcolizzato spinto dalla gelosia per il successo nel football. Il petardo finisce per dare fuoco alla casa e Bailey riesce a svegliare Ethan, che accorre a salvare la madre. Con l'aiuto dei vicini, la donna e Bailey vengono calati in giardino dal piano superiore, mentre Ethan si frattura gravemente una gamba. Nonostante l'intervento di Bailey permetta alla polizia di arrestare Todd, la ferita di Ethan lo costringe a rinunciare alla borsa di studio atletica e ripiegare su una scuola agricola da cui prenderà in gestione la fattoria dei suoi nonni. L'episodio getta Ethan nella depressione, tanto da rompere i suoi rapporti con Hannah; Bailey viene accudito dai nonni del ragazzo mentre si trova al college, ma la sua salute si deteriora finché il veterinario è costretto a porre fine alle sue sofferenze sotto osservazione di Ethan, diventato un giovane adulto.
Lo spirito del cane si reincarna nuovamente in un cucciolo femmina di pastore tedesco a cui viene dato il nome di Ellie, addestrata come cane poliziotto tra gli anni 70 e 80. Ellie fa coppia con Carlos Ruiz, un poliziotto vedovo e solitario del Dipartimento di Polizia di Chicago e, pur conservando i ricordi delle sue vite passate, è ora convinta che il lavoro sia lo scopo della sua vita. L'uomo e animale finiscono per stringere un profondo legame che finisce quando Ellie salva una ragazza rapita dall'annegamento e subito dopo protegge il suo partner dal rapitore, venendo ferita mortalmente. A Carlos non resta che assistere in lacrime alla morte della compagna tra le sue braccia.
Si reincarna nuovamente a metà degli anni 80 come un cucciolo di Pembroke Welsh Corgi, legandosi a una studentessa universitaria di nome Maya che lo chiama Tino. Maya è timida, introversa e sola e Tino si prefigge come scopo nella vita di trovarle la felicità. Dopo che Tino resta attratto dal cane di Al, un compagno di classe di Maya, i due ragazzi iniziano una relazione che sfocia nel matrimonio con tre figli. Tino crede che ora il suo scopo sia Roxy, la cagna di cui si è invaghito, finché un giorno l’animale va dal veterinario per non tornare mai più. Quando anche Tino, ormai anziano, muore, ringrazia Maya per avergli donato una delle sue vite migliori.
Bailey si reincarna in un nuovo cane meticcio verso gli anni 2000 e viene adottato da una donna che lo chiama Waffles. Il marito della donna, tuttavia, rifiuta di tenere il cane in casa e dopo qualche anno lo abbandona. Waffles parte alla ricerca di una nuova vita e raggiunge la zona di campagna dove ha trascorso le estati come Bailey, riunendosi con gioia al suo vecchio padrone Ethan che ora ha cinquant'anni e conduce una vita solitaria gestendo la fattoria dei nonni, ormai sua. Non riconoscendolo, inizialmente Ethan consegna il cane al canile ma poi cambia idea e lo reclama chiamandolo Buddy. Buddy, che ora sente di aver finalmente trovato lo scopo della sua vita, ricongiunge Ethan con una vedova Hannah e i due si sposano.
Buddy fa capire a Ethan di essere il suo vecchio amico di infanzia eseguendo dei loro vecchi trucchi e rispondendo a comandi che gli aveva insegnato e l'uomo ha così modo di riabbracciarlo con gioia. Bailey ha finalmente capito che lo scopo della vita è divertirsi, lavorare, stare con le persone amate, non impensierirsi per il passato  e godersi il presente.

## Distribuzione
La pellicola è stata distribuita nelle sale cinematografiche statunitensi il 27 gennaio 2017. In Italia è stata distribuita in anteprima dal 19 gennaio 2017.

## Produzione
Nel 2015, DreamWorks ha acquisito i diritti cinematografici per il romanzo di Cameron. L'8 maggio 2015 è stato annunciato che Lasse Hallström dirigerà il film. Il 5 agosto 2015, Britt Robertson, KJ Apa e Dennis Quaid si sono uniti al cast. Il 18 settembre 2015, Pooch Hall è stato scelto per il film. Il 15 ottobre 2015, Bradley Cooper si è unito al cast per interpretare la voce interiore del cane. Alla fine fu sostituito da Josh Gad. Le riprese sono iniziate il 17 agosto 2015.

## Accoglienza

### Box office
Qua la zampa! ha incassato $ 64,5 milioni negli Stati Uniti e in Canada e $ 139,5 milioni in altri territori per un incasso globale di $ 204 milioni, contro un budget di produzione di soli $ 22 milioni.
Nel Nord America è stato distribuito insieme a Resident Evil: The Final Chapter e Gold , ed è stato proiettato da 3.050 teatri nel suo weekend di apertura. Ha guadagnato $ 466.000 dalle anteprime del giovedì sera e $ 5,3 milioni il primo giorno. Ha finito per debuttare a $ 18,2 milioni, finendo al secondo posto al botteghino dietro il secondo fine settimana della stessa Split della Universal. Il film ha perso il 40,6% nel suo secondo fine settimana, incassando $ 10,8 milioni e terminando al terzo posto al botteghino.

### Risposta critica
Secondo il sito di aggregazione di recensioni Rotten Tomatoes, il 35% dei critici ha dato al film una recensione positiva basata su 142 recensioni e una valutazione media di 4,8 / 10. Il consenso dei critici del sito dice: "Qua la zampa! offre una miscela imbarazzante di sentimento zuccherino e sofferenza canina che tocca le corde del cuore degli amanti degli animali con spudorato senso di abbandono".
Su Metacritic, il film ha un punteggio di 43 su 100 basato su 32 critici, che indica "recensioni miste o medie". Le audience intervistate da CinemaScore hanno dato al film un voto medio di "A" su una scala da A + a F.

### Home media
Qua la zampa! è stato pubblicato su digital HD il 18 aprile 2017, ed è stato seguito da una release su Blu-ray e DVD il 2 maggio 2017, da Universal Pictures Home Entertainment. Il film ha superato la classifica delle vendite home video per la settimana terminata il 7 maggio 2017.

## Seguito
Il 21 giugno 2017, l'AD di Amblin Entertainment, Michael Wright, annunciò che un seguito era in fase di sviluppo. Il 26 agosto 2018, Universal iniziò la produzione del seguito, il quale venne diretto da Gail Mancuso, ed uscì 17 maggio 2019. Oltre a Quaid e Gad che riprendono i rispettivi ruoli, il cast introduce anche Marg Helgenberger, Betty Gilpin, Kathryn Prescott e Henry Lau.